# The New Adventures of Old Christine
The New Adventures of Old Christine (deutsch: „Die neuen Abenteuer der alten Christine“) ist eine US-amerikanische Sitcom, die vom 13. März 2006 bis zum 12. Mai 2010  auf CBS ausgestrahlt wurde. Die Hauptrolle wird von Julia Louis-Dreyfus gespielt.
Am 19. Mai 2010 wurde bekannt, dass CBS die Serie nicht weiterführt.

## Inhalt
Christine Campbell ist 35 und geschiedene alleinerziehende Mutter; ihr Sohn heißt Ritchie. Mit ihrem Ex-Mann Richard versteht sie sich noch ziemlich gut, auch wenn er ihr von Zeit zu Zeit auf die Nerven geht. Außerdem wohnt Christines Bruder Matthew, dessen Beziehungen sich andauernd ändern, bei ihr. Nach der Scheidung von Christine und Richard lernt dieser schnell eine neue, wesentlich jüngere Freundin kennen, die zufällig auch Christine heißt und die alle daher bald Neue Christine nennen. Christine ihrerseits ist zeitweise mit Burton zusammen, den sie bei einem Blind Date kennengelernt hat. Kurz nachdem sie Schluss gemacht hat, taucht er noch einmal auf und Christine entwickelt wieder Gefühle für ihn. Daraufhin macht sie sich hübsch für ihn, wird aber schwerstens enttäuscht, da sich herausstellt, dass Burton eine neue Freundin hat. Auf Impuls der neuen Christine kümmert sich Richard um seine Ex-Frau und redet mit ihr in seinem Auto. Da Christine frustriert ist, küsst sie Richard in dessen Auto. Richard gesteht der neuen Christine nervös, was passiert ist, die daraufhin mit ihm Schluss macht. Auch Burton und Christine haben deswegen einige Reibereien. Nach den Sommerferien geht Christine mit schlechtem Gewissen zur neuen Christine und bemüht sich, dass sie und Richard wieder zusammenkommen. Nach dem Gespräch lernt Christine auf der Straße einen attraktiven Mann kennen, mit dem sie sich zum Essen trifft. Später stellt sich heraus, dass dieser Mann der Vater der neuen Christine ist.

## Filmpreis
2006 gewann Julia Louis-Dreyfus einen Emmy für ihre Darstellung der Christine.

## Adaption
Unter dem Titel Christine. Perfekt war gestern! lief vom 22. August 2013 bis zum 17. Oktober 2013 eine deutsche Adaption bei RTL. Diana Amft spielte darin die Hauptrolle.